# Bibio nudioculatus
Bibio nudioculatus är en tvåvingeart som beskrevs av Macquart 1847. Bibio nudioculatus ingår i släktet Bibio och familjen hårmyggor. Inga underarter finns listade i Catalogue of Life.